# Brig

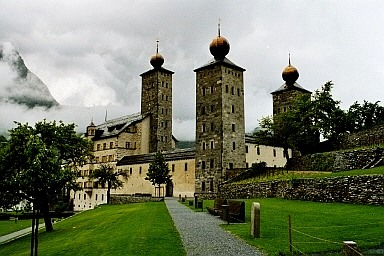
Brig

Brig este o localitate din cantonul Valais, Elveția, care aparține de comuna Brig-Glis care are în total 12.056 locuitori.